# Ratpenat de musell llarg
El ratpenat de musell llarg (Myotis myotis) és l'espècie més grossa del gènere Myotis, d'aspecte robust i ales amples.

## Descripció
Tal com indica el seu nom, té un musell allargat, de forma més o menys cònica. Les orelles fan entre 26 i 28 mm de llargada i si es dobleguen endavant sobrepassen entre 3 i 5 mm l'extrem del musell. El tragus és llarg (gairebé arriba a la meitat de l'orella), ample a la base i acabat en punta.
El pelatge és espès i curt. Al dors adopta tonalitats marrons grisenques clares, de vegades una mica vermelloses, mentre que el ventre és blanc grisenques. El musell, les orelles i el patagi són de color gris marronós. Les cries són més fosques que els adults, de color gris cendra.
Dimensions corporals: cap + cos (65–84 mm), cua (40–60 mm), avantbraç (55–68 mm) i envergadura alar (350-450 mm).
Pes: 18–45 g.

## Hàbitat
Boscos i altres àrees amb una cobertura arbòria o arbustiva prou desenvolupada, tant a les planes com a la muntanya, però no a grans altituds.
Típicament cavernícola, s'allotja en coves humides.

## Distribució
Habita a l'Orient Pròxim, el Caucas, els Balcans, els Alps, França, Itàlia, Espanya i diverses illes mediterrànies com Mallorca i Menorca, Sardenya, Còrsega i Sicília.

## Costums
Surt tard a la nit, quan ja fa estona que s'ha post el sol i si fa fred o plou prefereix quedar-se amagat. Generalment caça a 5-10 m d'alçada, si bé també pot fer-ho arran de terra, amb un vol lent i pesat fàcil de reconèixer.

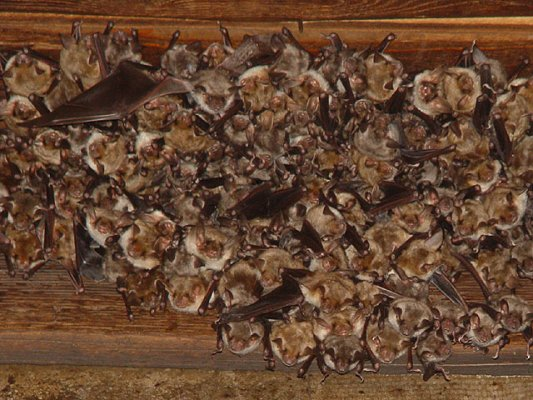
Colònia de ratpenats de musell llarg

Molt gregari, forma colònies de centenars d'individus, que es pengen de les parets i el sostre de les coves en raïms molt compactes, de vegades associats amb altres ratpenats cavernícoles, com els ratpenats de ferradura, el ratpenat de musell agut i el ratpenat de cova de Schreibers.

## Espècies semblants
El ratpenat de musell agut presenta sovint un floc de pèls blanquinosos al front i té les orelles una mica més curtes (no superen els 26 mm).